# I. A třída Jihomoravské župy 1993/1994
V soubojích 1. ročníku I. A třídy Jihomoravské župy 1993/1994 (jedna ze skupin 6. nejvyšší fotbalové soutěže) se utkalo 28 týmů (ve dvou skupinách po 14 účastnících) dvoukolovým systémem podzim–jaro. Jednalo se o první ročník v rámci samostatné ČR.

## Skupina A
Zdroj: 
| Poř. | Tým                         | Z  | V  | R  | P  | VG | OG | B  |
| ---- | --------------------------- | -- | -- | -- | -- | -- | -- | -- |
| 1.   | FC Pálava Mikulov           | 26 | 18 | 3  | 5  | 60 | 15 | 39 |
| 2.   | FC Bučovice                 | 26 | 11 | 11 | 4  | 42 | 25 | 33 |
| 3.   | SK Tuřany                   | 26 | 13 | 6  | 7  | 41 | 18 | 32 |
| 4.   | SK Moravská Slavia Brno (S) | 26 | 14 | 4  | 8  | 48 | 38 | 32 |
| 5.   | TJ Hoštice-Heroltice        | 26 | 12 | 7  | 7  | 45 | 34 | 31 |
| 6.   | TJ Sokol Dědice             | 26 | 10 | 10 | 6  | 50 | 37 | 30 |
| 7.   | TJ Sokol Lanžhot            | 26 | 11 | 7  | 8  | 35 | 29 | 29 |
| 8.   | FC Tatran Poštorná „B“      | 26 | 7  | 9  | 10 | 34 | 37 | 23 |
| 9.   | TJ Sokol Rudice             | 26 | 9  | 5  | 12 | 54 | 61 | 23 |
| 10.  | FC Hustopeče                | 26 | 9  | 5  | 12 | 33 | 43 | 23 |
| 11.  | FK Kunštát                  | 26 | 6  | 9  | 11 | 22 | 42 | 21 |
| 12.  | SK Žabovřesky               | 26 | 9  | 3  | 14 | 26 | 42 | 17 |
| 13.  | SK Olympia Ráječko          | 26 | 3  | 8  | 15 | 22 | 58 | 14 |
| 14.  | SK Rostex Vyškov            | 26 | 3  | 7  | 16 | 28 | 61 | 13 |

Poznámky
- Z = Odehrané zápasy; V = Vítězství; R = Remízy; P = Prohry; VG = Vstřelené góly; OG = Obdržené góly; B = Body; (S) = Mužstvo sestoupivší z vyšší soutěže; (N) = Mužstvo postoupivší z nižší soutěže (nováček)
- Týmu Žabovřesk byly odečteny 4 body.
- B-mužstvo poštorenského Tatranu po sezoně postoupilo své místo v I. A třídě Jihomoravské župy – sk. A mužstvu TJ Slovan Břeclav, jehož místo v I. B třídě Jihomoravské župy – sk. B převzalo pro ročník 1994/1995.[1][2]

|  | Postup do Jihomoravského župního přeboru 1994/1995      |
|  | Sestup do skupin I. B třídy Jihomoravské župy 1994/1995 |

## Skupina B
Zdroj: 
| Poř. | Tým                              | Z  | V  | R | P  | VG | OG | B  |
| ---- | -------------------------------- | -- | -- | - | -- | -- | -- | -- |
| 1.   | TJ BOPO Třebíč                   | 26 | 17 | 4 | 5  | 37 | 22 | 38 |
| 2.   | SK Buwol Metal Luka nad Jihlavou | 26 | 12 | 6 | 8  | 40 | 34 | 30 |
| 3.   | TJ Sokol Tasovice                | 26 | 11 | 8 | 7  | 40 | 36 | 30 |
| 4.   | FC Komín                         | 26 | 13 | 3 | 10 | 44 | 32 | 29 |
| 5.   | TJ Pojihlavan ZD Kupařovice      | 26 | 12 | 4 | 10 | 42 | 34 | 28 |
| 6.   | TJ SKP Gavin Třebíč              | 26 | 11 | 5 | 10 | 40 | 40 | 27 |
| 7.   | SKF Jihlava                      | 26 | 11 | 6 | 9  | 42 | 28 | 26 |
| 8.   | FC Slovan Brno                   | 26 | 11 | 4 | 11 | 29 | 35 | 26 |
| 9.   | FC Veverská Bítýška              | 26 | 10 | 5 | 11 | 49 | 43 | 25 |
| 10.  | VTJ Start Náměšť nad Oslavou     | 26 | 11 | 3 | 12 | 33 | 29 | 25 |
| 11.  | TJ Slavoj TKZ Polná              | 26 | 11 | 3 | 12 | 41 | 44 | 23 |
| 12.  | SK Moravské Budějovice           | 26 | 9  | 5 | 12 | 45 | 59 | 23 |
| 13.  | FC ŽĎAS Žďár nad Sázavou „B“     | 26 | 10 | 2 | 14 | 36 | 44 | 22 |
| 14.  | SK Telč                          | 26 | 3  | 2 | 21 | 22 | 60 | 8  |

Poznámky
- Z = Odehrané zápasy; V = Vítězství; R = Remízy; P = Prohry; VG = Vstřelené góly; OG = Obdržené góly; B = Body; (S) = Mužstvo sestoupivší z vyšší soutěže; (N) = Mužstvo postoupivší z nižší soutěže (nováček)
- Týmům Jihlavy a Polné byly odečteny 2 body.

|  | Postup do Jihomoravského župního přeboru 1994/1995      |
|  | Sestup do skupin I. B třídy Jihomoravské župy 1994/1995 |